# Fred Beckey

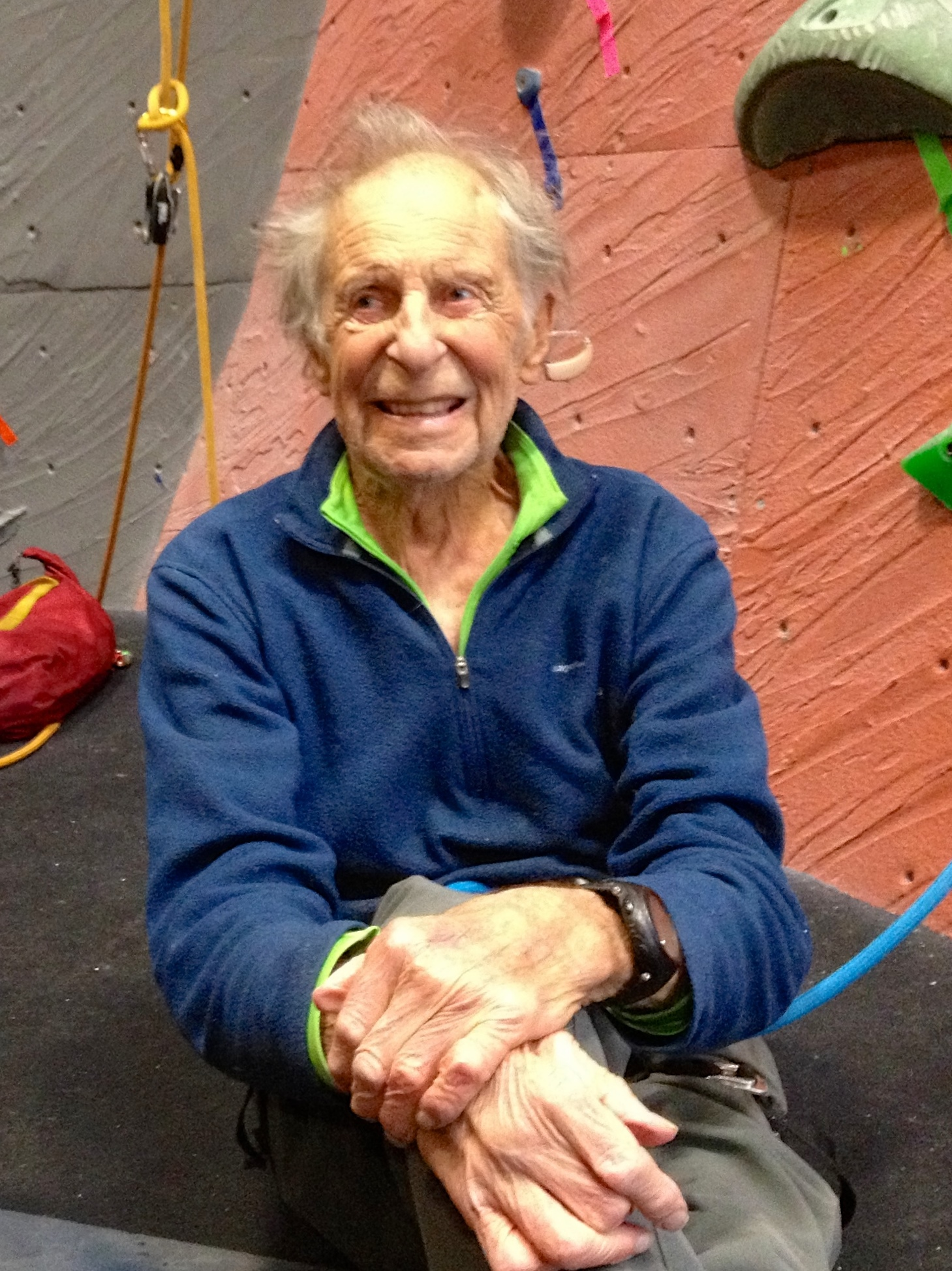
Fred Beckey 90-jährig

Fred Beckey (* 14. Januar 1923 in Düsseldorf als Friedrich Wolfgang Beckey; † 30. Oktober 2017 in Seattle)
war ein deutsch-amerikanischer Bergsteiger und Buchautor, der „den amerikanischen Alpinismus jahrzehntelang geprägt und angetrieben“ hat. Er vollbrachte hunderte Erstbegehungen. In Kanada und Alaska hat er schwierigste Berge erstbestiegen, unter anderen den Mount Deborah (mit Heinrich Harrer), den Devils Thumb und den Mount Hunter.

## Biographie

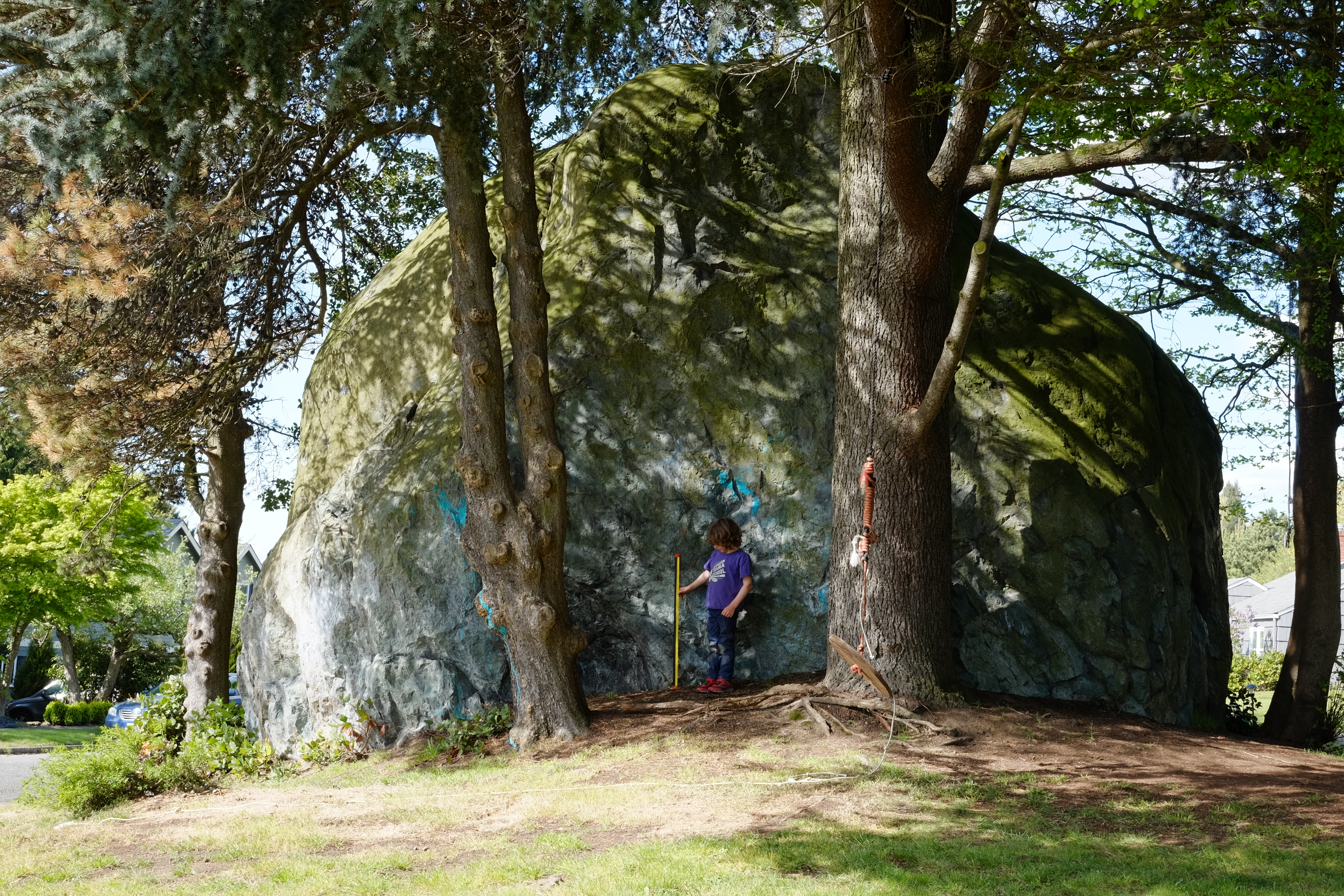
Wedgwood Rock in Seattle, das Kind hält einen Zollstock von 1 Yard

Wolfgang Beckey, der sich als Knabe Fred nannte, war der Sohn des Chirurgen Klaus H. Beckey und der Opernsängerin Marta Maria Beckey. Die Familie emigrierte 1925 nach Seattle. Fred Beckey erlernte das Klettern und Bergsteigen als Boy Scout und in einem Kletterkurs bei Lloyd Anderson, einem jungen Mitglied des Bergsteigerklubs The Mountaineers. Der Trainingsboulder war der sieben Meter hohe „Big Rock“ oder „Wedgwood Rock“, ein erratischer Block an der 28th Avenue, wo sich vor der Entstehung Seattles alte Indianerpfade kreuzten. Heute ist das Klettern am Findling mitten in der Stadt verboten.

### Frühe Jahre
Zusammen mit Anderson und Clint Kelley, gelang Beckey 1939 die Erstbesteigung des Mount Despair, eines Gipfels im North Cascade National Park im Bundesstaat Washington, den die Mountaineers für nicht ersteigbar gehalten hatten.
1940 bestiegen Fred Beckey und sein Bruder Helmut zusammen mit Anderson, Dave Lind und Jim Crooks erstmals den Forbidden Peak in den nördlichen Cascade Mountains, 1942 folgte die zweite Besteigung des schwierigen Mount Waddington in British Columbia (nach der Erstbesteigung 1936 durch Fritz Wiessner). 1945 bestieg er den (1908 erstbestiegenen) Mount Shuksan am Price-Gletscher in den nördlichen Cascades, und in den Jahrzehnten danach fast systematisch im Kaskadengebirge und in den benachbarten Bergen Kanadas einen unbestiegenen Gipfel nach dem anderen.

### Die großen Besteigungen
Die Erstbesteigung des Devils Thumb an der Grenze zwischen Alaska und Kanada gelang Fred Beckey, Bob Craig und Clifford Schmidtke am 25. August 1946. Sie erreichten den Berg vom weiter östlich gelegenen Flood-Gletscher. Ihre Aufstiegsroute führte über die Südwand und den Ostgrat zum Gipfel. Damit begann eine
Serie teils aufsehenerregender Erstbesteigungen in den schwer zugänglichen Berggebieten Alaskas, British Columbias und des Nordwestens der Vereinigten Staaten. Zwischendurch lebte er vier Jahre in Los Angeles und machte viele Erstbegehungen in der kalifornischen Sierra, dann zwei Jahre in Portland, wo er – mit Besuchen in die Bibliotheken der Ostküste (National Library in Washington u. a.) – seine große Monographie über die Kaskadenkette vorbereitete. Danach kehrte er nach Seattle zurück, wo er bis zu seinem Tod lebte.

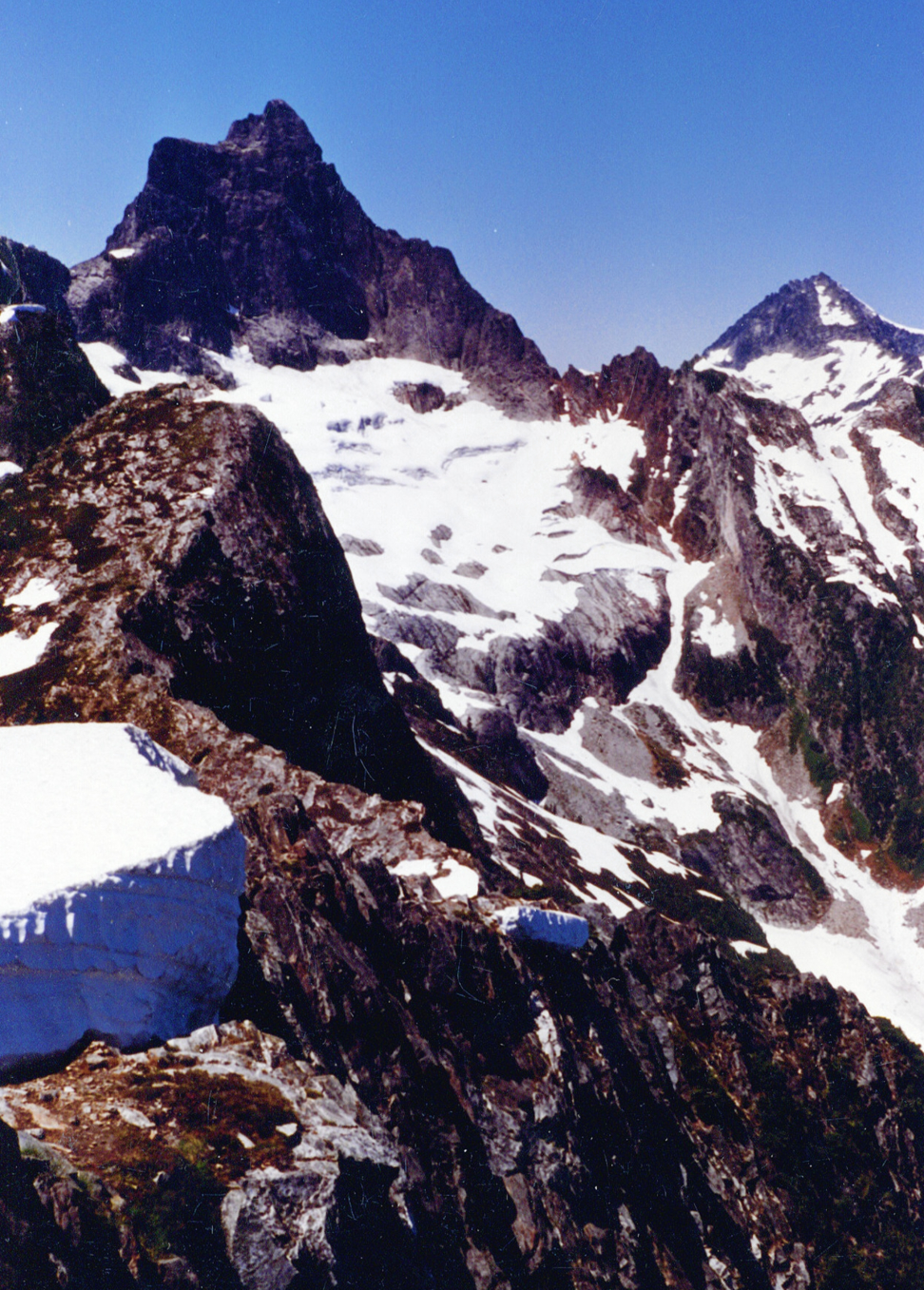
Links Mount Triumph, 2207 m, rechts der von Beckey 1939 erstmals bestiegene Mount Despair, 2224 m, im North Cascades National Park
Mount Hunter (Alaska), 4442 m, erstbestiegen von Beckey mit Heinrich Harrer 1954
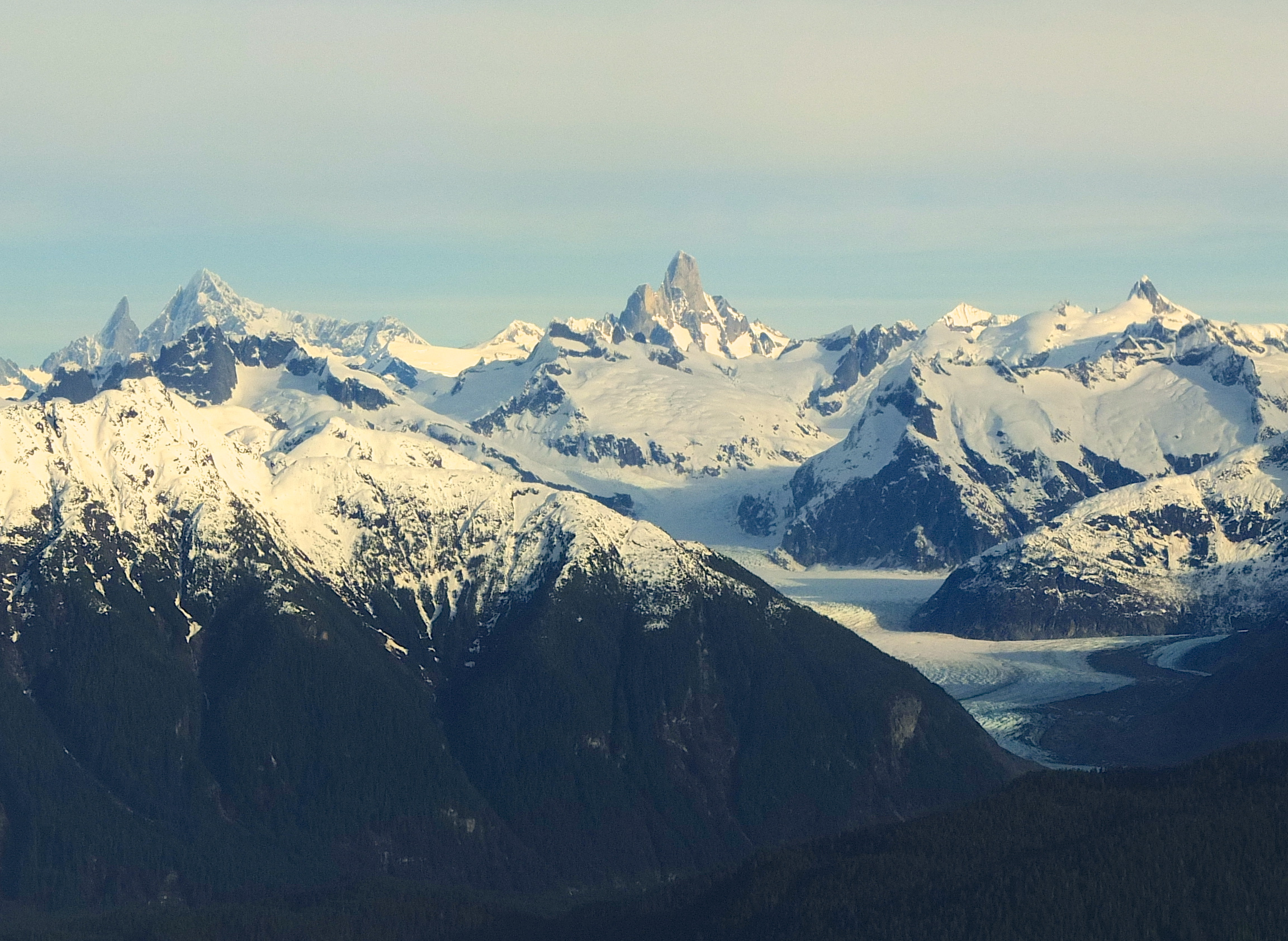
Devils Thumb, Alaska/Kanada (annotierte Datei), erstbestiegen von Beckey mit Bob Craig und Clifford Schmidtke 1946
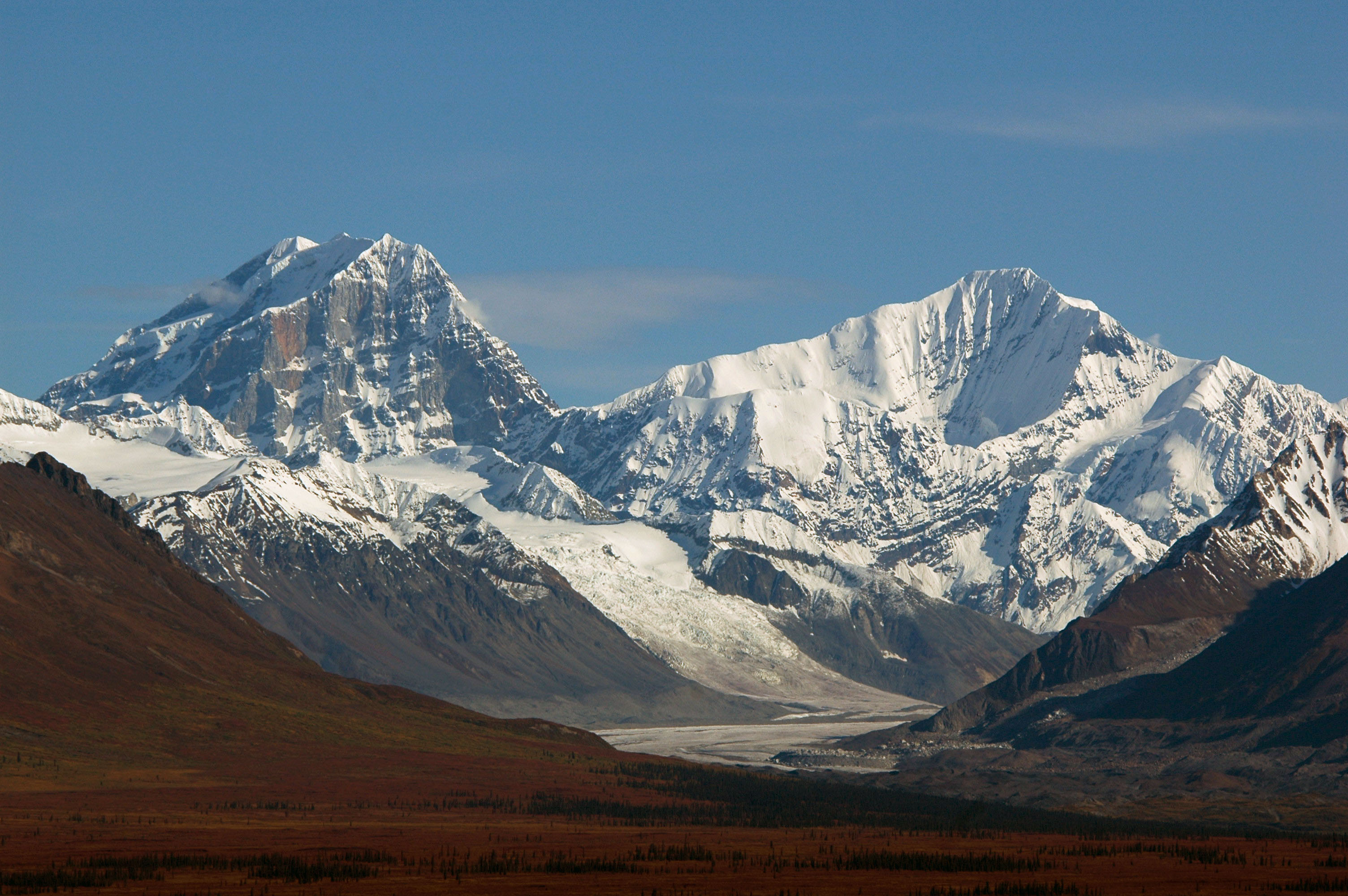
Mount Deborah (Alaska), 3761 m, von Beckey, Meybohm und Harrer erstbestiegen, und rechts Mount Hess, 3639 m
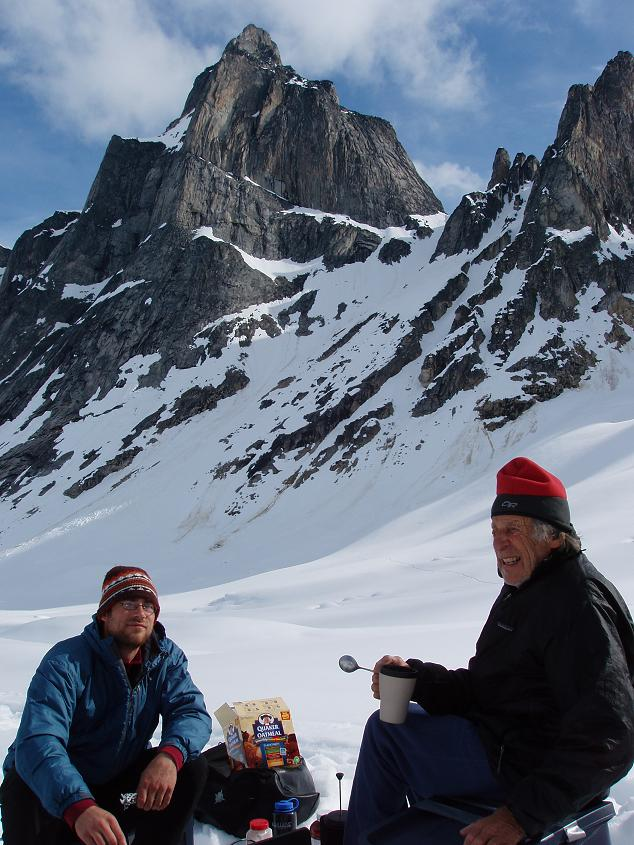
Fred Beckey mit 82 Jahren(rechts) in Alaska
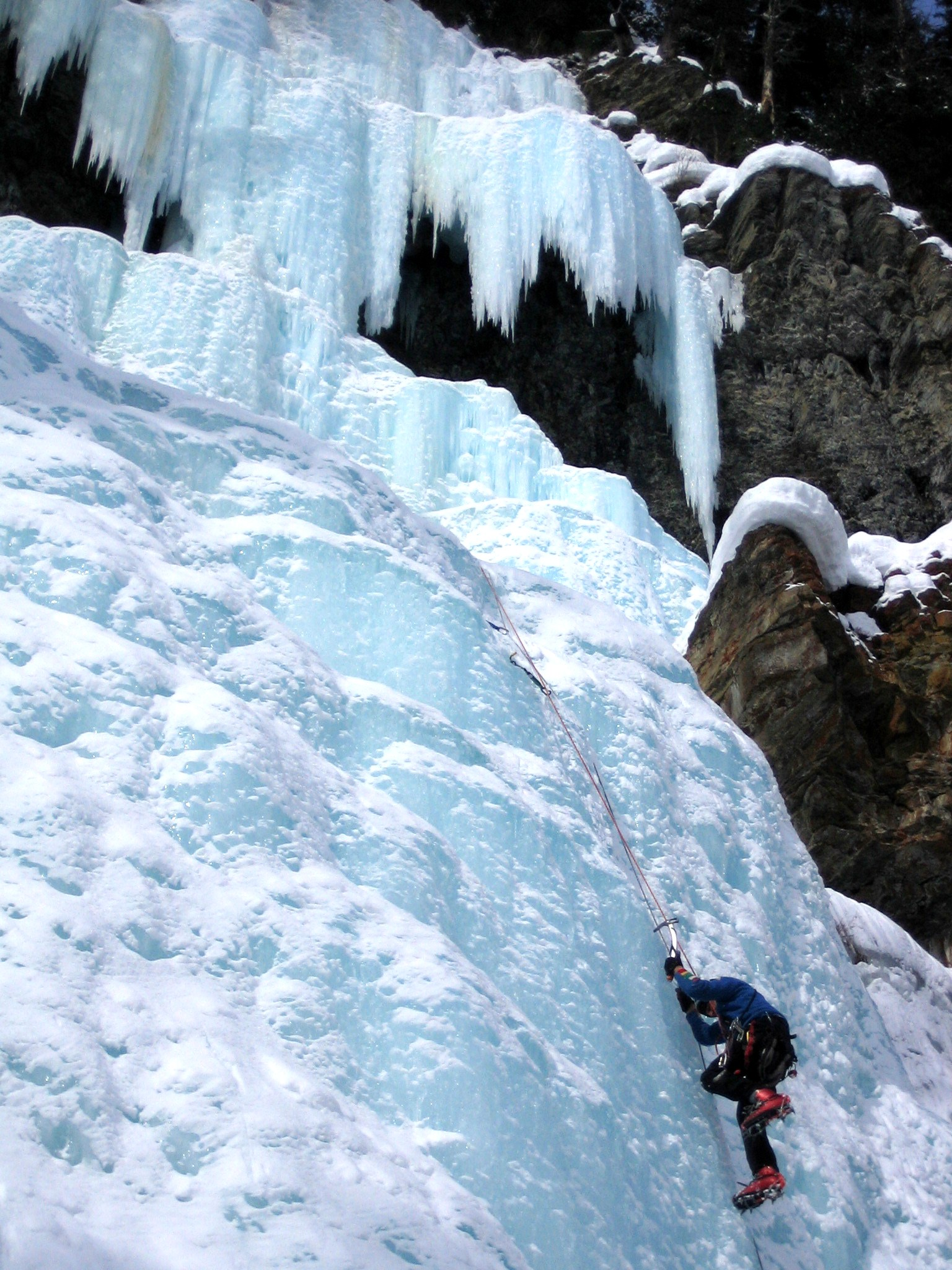
Fred Beckey mit 83 Jahren, Eiskletterei 2006 an den Louise Falls, Kanada

Seine bemerkenswertesten Unternehmungen sind:
- Nooksack Tower, North Cascades, 1946, Erstbesteigung
- Liberty Bell, North Cascades, 27. September 1946, Erstbegehung der heute als Beckey-Route bekannten Wegführung durch Fred Beckey mit Jerry O’Neil und Charles Welsh.
- North Peak der Liberty-Bell-Gruppe, North Cascades, 1947
- Der Vulkan Mount Baker 1948, North Cascades, erstmals über den Nordgrat
- Mount Deborah, Östliche Alaska Range, 19. Juni 1954, Erstbesteigung durch Fred Beckey mit Henry Meybohm und Heinrich Harrer über den Südgrat
- Mount Hunter, 1954, Östliche Alaska Range, 1954, Erstbesteigung durch Fred Beckey mit Henry Meybohm und Heinrich Harrer
- Mount Hood, 1959, Oregon, Yocum Ridge
- South Howser Tower, 1961, Beckey-Chouinard Route, Kanada
- Mount Stuart, 1963, gesamter Nordgrat, North Cascades
- Cathedral Peak, 1968, Südwand, North Cascades
- Beckey's Spire, 1970, Arizona
- Mount Beckey, 1996, Alaska

Er bestieg weitere schwierige Berge, so den höchsten Berg Amerikas, den Denali (Mount MacKinley, fünfmal), und eröffnete eine Unzahl Kletterrouten der oberen Schwierigkeitsgrade im Westen der Vereinigten Staaten.

### Himalaya
Beckey nahm 1955 an einer internationalen Himalaya-Expedition unter der Leitung von Norman Dyhrenfurth teil. Die Expedition hatte wegen Schlechtwetters keinen Erfolg. Sein Zeltpartner bekam in einem Hochlager ein Hirnödem, und Beckey stieg im Schneesturm ab, nach eigenen Angaben, um Hilfe zu holen, und wurde, erschöpft und schneeblind, von den Kameraden gerettet. Später wurde ihm vorgeworfen, er habe seinen kranken Partner Bruno Spirig hilflos allein zurückgelassen.
Weitere amerikanische Himalaya-Expeditionen, so als erste die des Jahres 1963, forderten Beckey nicht mehr zur Teilnahme auf. Das bestärkte ihn darin, sich auf die Berge Nordamerikas zu konzentrieren, und auch in dem, was er, rebellisch und eigenbrötlerisch, ohnehin vorzog: Lange vor Reinhold Messner berannte er die entlegensten und unzugänglichsten Berge der arktischen Wildnis in kleinen Teams ohne den in den Fünfzigerjahren noch üblichen logistischen Aufwand der damaligen Mammutexpeditionen. Darin war Beckey ein Vorläufer späterer Tendenzen.

## Beckey als Bergschriftsteller
In den späten Vierzigerjahren wollte er bei den Mountaineers einen Führer über die Kaskadenkette publizieren, aber wegen seiner Eigenwilligkeit und Intransigenz fand er beim Klub kein freundliches Entgegenkommen mehr. Jedoch erschien sein Climber's Guide to the Cascade and Olympic Mountains of Washington in der Folge beim American Alpine Club als erste seiner Publikationen. Später wurde er auch wieder von The Mountaineers akzeptiert.
Beckey erlangte 1949 ein Diplom in Betriebswirtschaftslehre (Bachelor of Business Administration) an der Universität in Seattle, deren Backsteinbauten er häufig erkletterte. Beckey wollte Kartograph werden, nahm dann aber verschiedene Gelegenheitsarbeiten an. Nur an seinen Führerwerken arbeitete er kontinuierlich und mit Ausdauer.

### Buchveröffentlichungen (Auswahl)
- Climber's Guide to the Cascade and Olympic Mountains of Washington, American Alpine Club, 1949
- Climber's Guide to the Cascade and Olympic Mountains of Washington, Überarbeitung 1953
- Guide to Leavenworth Rock-Climbing Areas, 1965
- A Climbers Guide to the Coastal Ranges of British Columbia, 1968
- Challenge of the North Cascades, 1969
- Cascade Alpine Guide: Columbia River to Stevens Pass, 1973
- Cascade Alpine Guide: Stevens Pass to Rainy Pass, 1973
- Darrington and Index Rock Climbing Guide, The Mountaineers, 1976
- Cascade Alpine Guide: Rainy Pass to Fraser River, Mountaineers Books. ISBN 978-1-59485-136-0.1981
- Mountains of North America, 1982
- The Bugaboos: An Alpine History, 1987
- Mount McKinley: Icy Crown of North America, 1993
- Challenge of the North Cascades (2nd edition), 1996
- Range of Glaciers - The Exploration and Survey of the Northern Cascade Range, Oregon Historical * Society Press, 2003

## Der „Guru“ des amerikanischen Alpinismus
Beckey war nach übereinstimmender Meinung der amerikanischen Kletterer der beste Kenner sämtlicher Berggebiete Amerikas und gab auch jüngeren Bergsteigern Tipps, wo noch Erstbegehungen oder Erstbesteigungen möglich waren. Mit seinen alpinistischen Leistungen wurde er schon zu Lebzeiten in amerikanischen Klettererkreisen zur Legende verklärt.
Beckey war, im Unterschied etwa zu Edmund Hillary, dem Erstersteiger des Mount Everest, menschenscheu und lebte wie ein Einsiedler, zeitweise wie ein Obdachloser, war nie verheiratet und hatte keine Kinder. Sein Bruder Helmut Beckey lebt in Deutschland (2018). Fred hatte keine ständige Arbeit und nach Angabe seiner Kletterpartner nur zwei Leidenschaften: Berge und Frauen.
Berühmt ist das Bild von Beckey am Straßenrand mit dem Schild „Will belay for food“ (Ich sichere gegen Essen), vielfach reproduziert.
Noch mit neunzig Jahren unternahm Beckey anspruchsvolle Klettertouren.

## Film
Dirtbag: The Legend of Fred Beckey, Dokumentarfilm, 1:36h, 2017.
Erscheinungsdatum: 7. März 2018, Regisseur: Dave O'Leske,
Produzenten: Dave O'Leske, Jason Reid, Colin Harper Plank, Andy McDonough.
Am Film wirkte Fred Beckey selbst mit, ferner so bekannte Bergsteiger wie Yvon Chouinard und Timothy Egan.

## Ehrungen
Nach ihm ist der Beckey's Spire benannt, ein Sandsteinturm in Arizona, den er 1970 erstbestieg, und der Mount Beckey im Denali National Park (Alaska), dessen Gipfel er 1996 als Erster erreichte.